# مدل سنجش حساسیت قیمتی ون وستندورپ

Price Sensitivity Meter (van Westendorp)

سنج حساسیت قیمت (PSM) یک تکنیک بازار برای تعیین ترجیحات قیمت مصرف‌کننده است. در سال ۱۹۷۶ توسط اقتصاددان هلندی پیتر ون وستندورپ معرفی شد. این تکنیک توسط طیف گسترده‌ای از محققان در صنعت تحقیقات بازار استفاده شده است. رویکرد PSM یک تکنیک اصلی برای رسیدگی به مسائل قیمت‌گذاری در ۲۰ سال گذشته [چه زمانی؟] بوده است. در طول تاریخ توسط بسیاری از انجمن‌های حرفه ای تحقیقات بازار در برنامه‌های آموزشی و توسعه حرفه ای خود ترویج شده است. رویکرد PSM همچنان به‌طور گسترده در سراسر صنعت تحقیقات بازار مورد استفاده قرار می‌گیرد و توضیحات را می‌توان به راحتی در بسیاری از وب سایت‌های تحقیقات بازار یافت.

## مفروضات
فرض اساسی PSM این است که پاسخ دهندگان می‌توانند چشم‌انداز قیمت گذاری را تصور کنند و قیمت یک معیار ذاتی ارزش یا مطلوبیت است. از شرکت کنندگان در تمرین PSM خواسته می‌شود تا نقاط قیمتی را که در آن می‌توانند ارزش خاصی را برای محصول یا خدمات مورد مطالعه استنتاج کنند، شناسایی کنند. PSM ادعا می‌کند که تا چه حد یک محصول دارای ارزش ذاتی است که با قیمت مشخص می‌شود.

## رویکرد

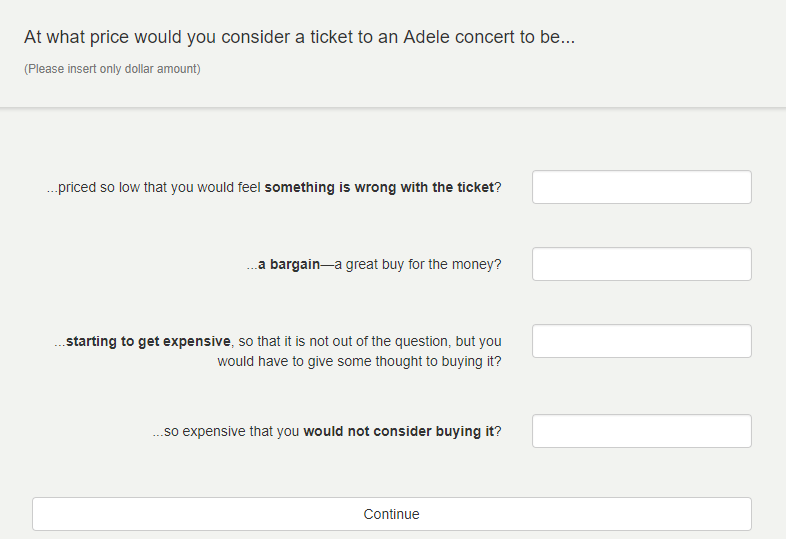
Example Van Westendorp questionnaire

رویکرد سنتی PSM چهار سؤال مرتبط با قیمت را مطرح می‌کند که سپس به عنوان یک سری از چهار توزیع تجمعی، یک توزیع برای هر سؤال ارزیابی می‌شود. فرمت‌های استاندارد سؤال می‌تواند متفاوت باشد، اما به‌طور کلی به شکل زیر است:
- چه قیمتی را برای محصول آنقدر گران می‌دانید که به فکر خرید آن نباشید؟ (بیش از حد گران)
- چه قیمتی را برای محصول آنقدر ارزان می‌دانید که احساس می‌کنید کیفیت آن محصول خیلی خوب نمی‌باشد؟ (بسیار ارزان)
- به نظر شما چه قیمتی را برای محصول آنقدر گران می‌دانید که شما باید کمی برای خرید آن فکر کنید؟ (گران‌قیمت/بالا)
- با چه قیمتی محصول را به عنوان یک خرید مناسب در نظر می‌گیرید - یک خرید عالی با توجه به مبلغ پرداخیت؟ (ارزان/ارزش خوب)

فرکانس‌های تجمعی ترسیم می‌شوند و طرفداران PSM ادعا می‌کنند که کیفیت‌های تفسیری برای هر تقاطع فرکانس‌های تجمعی برای هر یک از چهار دسته قیمت وجود دارد. توجه داشته باشید که روش استاندارد مستلزم این است که دو فرکانس از چهار فرکانس تجمعی باید معکوس شوند تا امکان چهار نقطه متقاطع وجود داشته باشد. تمرین مرسوم فرکانس‌های تجمعی را برای «خیلی ارزان» و «ارزان/ارزش خوب» معکوس می‌کند. 
توضیح کلی فرکانس‌های تجمعی متقاطع متفاوت است. توصیف رایج از تقاطع‌ها این است که عبور از «خیلی ارزان» و «گران» می‌تواند حد پایینی یک محدوده قیمت قابل قبول باشد. برخی این را به عنوان «نقطه ارزانی حاشیه» یا PMC توصیف می‌کنند. به‌طور مشابه، تقاطع خطوط «خیلی گران» و «ارزان» را می‌توان به عنوان حد بالایی یک محدوده قیمت قابل قبول در نظر گرفت. یک توصیف جایگزین «نقطه گرانی حاشیه» یا PME است.
تقاطع‌هایی که به‌طور کلی توافق بیشتری وجود دارد، نقطه ای است که در آن خط «گران قیمت» از خط «ارزان» عبور می‌کند. این به عنوان «نقطه قیمت بی تفاوت» یا IPP توصیف می‌شود. IPP به قیمتی اشاره دارد که در آن تعداد مساوی از پاسخ دهندگان نقطه قیمت را به عنوان «ارزان» یا «گران» ارزیابی می‌کنند.
در نهایت، تقاطع خطوط «خیلی ارزان» و «خیلی گران» نشان دهنده یک «نقطه قیمت بهینه» یا OPP است. این نقطه‌ای است که در آن تعداد مساوی از پاسخ‌دهندگان قیمت را فراتر از حد بالا یا پایین‌شان توصیف می‌کنند. بهینه از این نظر به این واقعیت اشاره دارد که در حساسیت‌های شدید نسبت به قیمت در هر دو انتهای طیف قیمت، یک مبادله برابر وجود دارد.
در حالی که خود ون وستندورپ برای حل مشکل تخمین تقاضا (فقط قیمت‌گذاری) تلاش نکرد، سه توسعه مهم برای تکنیک نیوتن/میلر/اسمیت (NMS)، درون‌یابی مارتین راینر (MRI) و رول/آچتربرگ (RA) متعاقباً توسعه یافتند. این مشکل و برآورد تقاضا.
نیوتن/میلر/اسمیت هیچ خریدی را در منحنی‌های خیلی گران یا خیلی ارزان فرض نمی‌کنند و در عوض دو سؤال دیگر دربارهٔ احتمال خرید با قیمت‌های گران و ارزان اضافه می‌کنند: به عنوان مثال.
- با <قیمت گران> احتمال خرید محصول در شش ماه آینده چقدر است؟ مقیاس ۱ (بعید) تا ۵ (بسیار محتمل).
- با <قیمت ارزان> احتمال خرید محصول در شش ماه آینده چقدر است؟ مقیاس ۱ (بعید) تا ۵ (بسیار محتمل).

ترکیب پاسخ‌های قیمت با پاسخ‌های احتمال، به رسم منحنی درآمد برای تخمین نقطه قیمتی که حداکثر درآمد را ارائه می‌کند، اجازه می‌دهد.